# Las Huertas, Tlaxiaco
Las Huertas är en ort i Mexiko.   Den ligger i kommunen Heroica Ciudad de Tlaxiaco och delstaten Oaxaca, i den sydöstra delen av landet, 280 km sydost om huvudstaden Mexico City. Las Huertas ligger 2 325 meter över havet och antalet invånare är 144.
Terrängen runt Las Huertas är kuperad. Runt Las Huertas är det ganska tätbefolkat, med 111 invånare per kvadratkilometer. Närmaste större samhälle är Heroica Ciudad de Tlaxiaco, 9,0 km öster om Las Huertas. I omgivningarna runt Las Huertas växer huvudsakligen savannskog.